# Claude-Louis-Hector de Villars

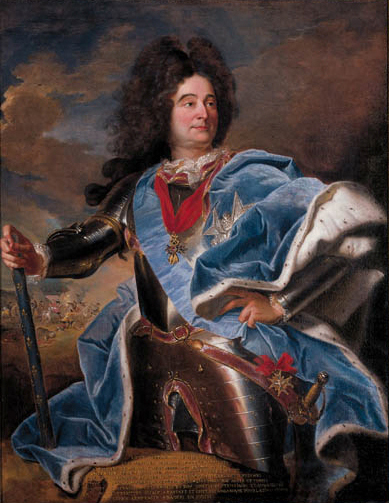
Marschall Villars (1653–1734), Gemälde von Hyacinthe Rigaud.
Villars’ Unterschrift:

Claude-Louis-Hector de Villars, prince de Martigues, marquis et duc de Villars et vicomte de Melun (* 8. Mai 1653 in Moulins; † 17. Juni 1734 in Turin), Marschall von Frankreich, war einer der berühmtesten Heerführer der französischen Geschichte und einer von nur sieben General-Marschällen von Frankreich.

## Frühe Laufbahn
Claude-Louis-Hector de Villars war der Sohn des Armeeoffiziers Pierre de Villars, der sich der Diplomatie zugewandt hatte. In jungen Jahren wurde er Page des Königs Ludwig XIV. Er begleitete den Hof nach Flandern und wurde 1672 beim Ausbruch des Krieges in den Niederlanden Adjutant seines Onkels, des Marschalls Bellefonds. Da dieser beim Beginn des Krieges in Ungnade fiel, trat Villars als Freiwilliger in die Armee ein und zeichnete sich mehrfach unter den Augen des Königs, so vor allem bei der Belagerung von Maastricht, aus. Er kämpfte 1673 unter Turenne am Rhein und am 11. August 1674 unter dem Prinzen Condé Louis II. de Bourbon, prince de Condé in der Schlacht bei Seneffe, in der er durch einen Degenstich schwer verwundet wurde. Der König beförderte ihn nach dieser Schlacht zum Mestre de camp und machte ihn zum Kommandeur eines Kavallerieregiments. Er kämpfte in weiteren Feldzügen bis zum Abschluss des Friedens von Nimwegen (1679) unter anderem bei dem Marschall von Luxembourg François-Henri de Montmorency-Luxembourg in Flandern und dem Marschall François de Créquy im Elsass. Insbesondere zeichnete er sich 1678 beim Sturm auf das Fort Kehl aus, wurde jedoch vom Kriegsminister François Michel Le Tellier de Louvois benachteiligt, da dieser seiner Familie abgeneigt war. Beschwerden Villars’ an den König blieben erfolglos.

## Teilnahme am Türkenkrieg
Wegen Liebeshändeln und Hofintrigen wurde Villars einige Zeit vom Hof verbannt. 1683 nahm er an einem Feldzug in den Niederlanden bei. Damals war Österreich in einen langwierigen Türkenkrieg verwickelt. Mehrere französische Adelige, so auch Villars, ersuchten den König vergeblich um die Genehmigung, als Freiwillige in die österreichische Armee eintreten zu dürfen. Villars wurde dann als Gesandter nach Wien geschickt. Von hier aus erhielt er den Auftrag, dem Kurfürsten Maximilian II. Emanuel von Bayern, den er in Wien kennengelernt hatte und der auf die Seite Frankreichs gezogen werden sollte, nach München zu folgen. Er gewann das Vertrauen des Kurfürsten und begleitete ihn 1684–1685 auf den Feldzügen gegen die Türken in Ungarn. Seine mehrfach, unter anderem in der Schlacht bei Gran geleisteten Dienste fanden am Wiener Hof Anerkennung. Durch die Teilnahme an diesen Feldzügen machte er die Bekanntschaft der österreichischen Feldherren Prinz Eugen von Savoyen und Ludwig von Baden, gegen die er später selbst als Heerführer antreten sollte. Die Unterhandlungen, die Villars in München führte, wurden vom Wiener Hof missbilligend aufgenommen. Als dem Kurfürsten von Bayern 1687 der Oberbefehl in Ungarn übertragen wurde, geschah dies unter der ausdrücklichen Bedingung, dass Villars ihn nicht begleiten durfte.

## Rolle im Pfälzischen Erbfolgekrieg
Nach Frankreich zurückgekehrt, söhnte sich Villars mit Louvois aus und kaufte die Stelle des Commissaire général de cavallerie. Ludwig XIV. war mit seinen diplomatischen Erfolgen sehr zufrieden und übertrug ihm 1688, da durch die Liga von Augsburg ein neuer Krieg auszubrechen drohte, den geheimen Auftrag, nach München zu reisen, um den Kurfürsten von Bayern nochmals zu gewinnen. Dies misslang aber, der Pfälzische Erbfolgekrieg begann und der Kurfürst von Bayern sah sich schließlich trotz seines Einverständnisses mit Frankreich genötigt, Villars die Abreise zu befehlen. Dieser entkam eilig unter vielen Gefahren, mehrmals vom – über die durch die französischen Heere in Schwaben verübten Gräuel aufgebrachten – Landvolk bedroht, im strengsten Winter in die Schweiz und begab sich von hier zurück nach Frankreich. 1689 schickte ihn der König als Oberbefehlshaber der Kavallerie und maréchal de camp zur Armee nach Flandern, wo er im August desselben Jahres die Reiterei mit einigem Erfolg gegen die Alliierten in der Schlacht bei Walcourt führte. Er zeichnete sich auch am 18. September 1691 in der Schlacht bei Leuze an der Spitze der Reiterei der königlichen Haustruppen aus.
1692 befand sich Villars beim Heer des Marschalls de Lorges in Deutschland und hatte das Kommando im Gefecht bei Pforzheim, in dem der Herzog-Administrator von Württemberg, Friedrich Karl, geschlagen und gefangen wurde. 1693 wieder in Flandern kommandierte er in Abwesenheit des Marschalls Boufflers das Heer und wurde zum Lieutenant-général ernannt. Im selben Jahr zur Armee in Deutschland versetzt, versuchte er vergeblich die Disziplin in der ihm untergebenen Reiterei wiederherzustellen und die von den französischen Truppen begangenen Gräuel einzudämmen. Er berichtet darüber in seinen Memoiren, dass bisweilen an einem Tag 20 Soldaten gehängt wurden, ohne deswegen den Missstand abstellen zu können. Hierauf diente er in den Feldzügen in Deutschland und Italien bis zum Rijswijker Frieden (1697).

## Rolle im Spanischen Erbfolgekrieg
Ludwig XIV. entsandte Villars 1698 in der Angelegenheit der spanischen Erbfolge nach Wien, wo er sich drei Jahre aufhielt. Bei Ausbruch des Spanischen Erbfolgekrieges abberufen, erhielt er 1701 ein Kommando in Italien unter Villeroy. Unzufrieden mit dessen schlechter Kriegsführung erbat Villars seine Abberufung, worauf er im Heer des Marschalls Catinat am Rhein ein Kommando erhielt. Selbstständig operierend ging er mit einem starken Korps über den Rhein und trennte sich am 14. Oktober 1702 in der Schlacht bei Friedlingen unentschieden gegen den Markgrafen Ludwig von Baden. Nach der Schlacht riefen ihn seine Soldaten zum Marschall aus und der König bestätigte die Berufung 15 Tage später.

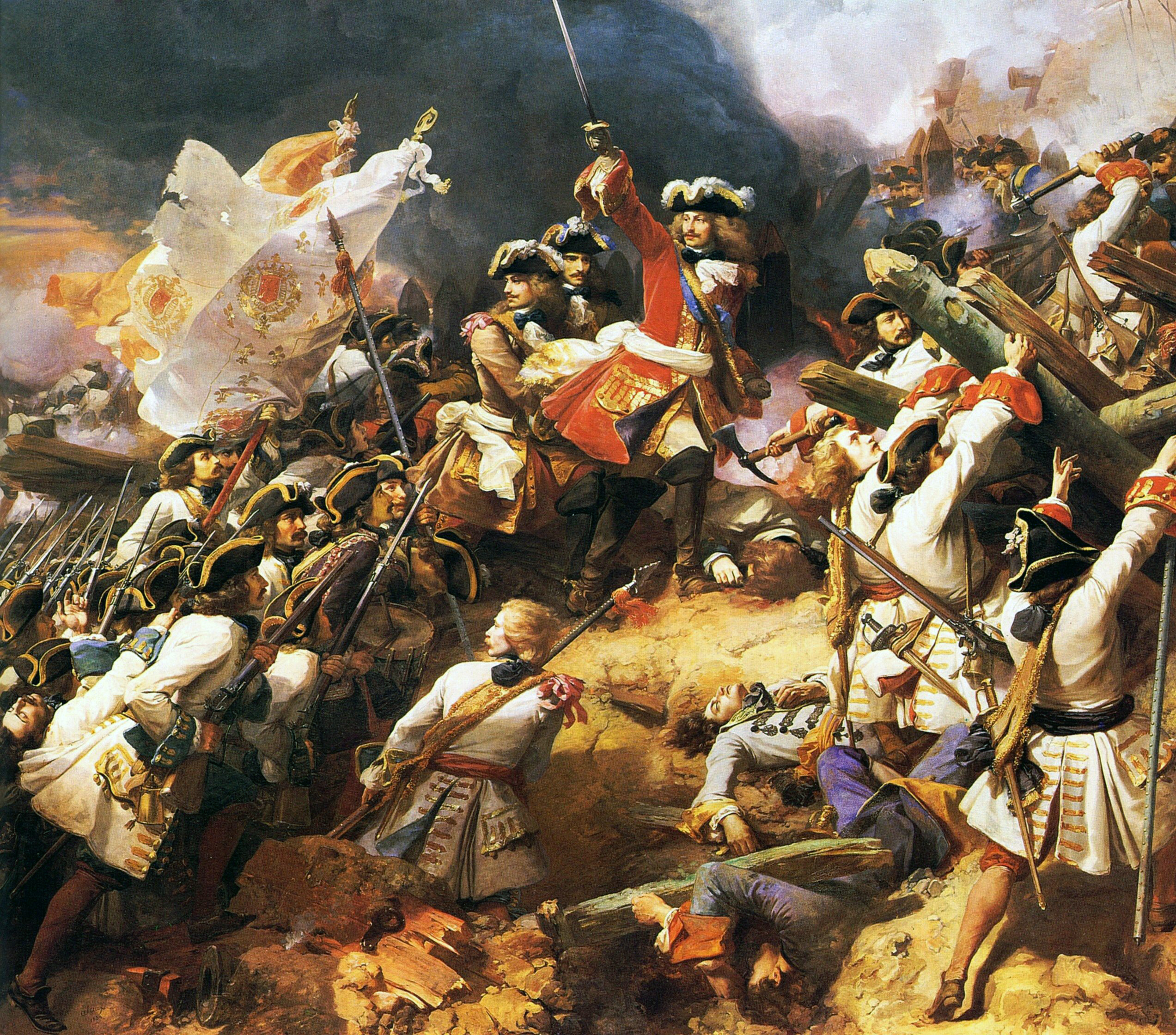
Marschall Villars während der Schlacht bei Denain, 1712

1703 drang Villars durch den Schwarzwald bis nach Tuttlingen vor, wo er am 12. Mai die Verbindung mit dem Kurfürsten von Bayern herstellte, mit diesem am 20. September in der Schlacht von Höchstädt siegte und die Kaiserlichen in die Flucht schlug. Danach überwarf er sich mit dem Kurfürsten, weshalb er abberufen und zur Niederschlagung des Aufstandes der Kamisarden (Hugenotten) in den Cevennen eingesetzt wurde, wo er durch Klugheit und Milde 1704 den Abschluss eines Friedens zustande brachte. Im nächsten Jahr wurde ihm der Herzogstitel verliehen. 1705 führte er wieder den Oberbefehl im Osten, zunächst gegen Marlborough, den er bei Sierck am Vordringen nach Lothringen hinderte, und anschließend gegen Ludwig von Baden im Elsass. Dort eroberte Villars Weißenburg und Lauterburg, konnte aber nicht verhindern, dass der Markgraf von Baden mit zahlenmäßig überlegenen Kräften im Herbst Hagenau und Drusenheim einnahm. 1706 eroberte Villars Hagenau und Drusenheim wieder zurück und trieb die Truppen des Markgrafen über den Rhein. Im Feldzug von 1707 überwältigte er am 23. Mai die deutschen Linien bei Bühl und Stollhofen ( Bühl-Stollhofener Linie), drang bis Gmünd vor, musste sich dann aber nach Rastatt zurückziehen. 1708 drang er mit der Dauphinée-Armee im Piemont ein.
1709 mit dem Oberbefehl über das 120.000 Mann starke Heer in den Niederlanden betraut, verlor Villars am 11. September 1709 die Schlacht bei Malplaquet gegen den Prinzen Eugen und den Herzog von Marlborough. Villars wurde in der Schlacht am Knie verwundet und musste sich dann wegen der Schwäche seiner Streitkräfte meist auf die Defensive beschränken. Ab 1712, als Marlborough sich von den Kaiserlichen getrennt hatte, gewann er wieder die Oberhand und siegte am 24. Juli 1712 bei Denain. 1713 führte er das Kommando im Elsass und in Deutschland, bemächtigte sich der Städte Worms, Kaiserslautern, Speyer sowie Kirn und zwang am 20. August Landau sowie am 16. November Freiburg im Breisgau zur Übergabe. Beide Parteien waren kriegsmüde und beauftragten ihre ersten Feldherren Villars und den Prinzen Eugen mit Friedensgesprächen. Diese verhandelten seit dem 26. November 1713 den am 6. März 1714 geschlossenen Rastatter Frieden, der im darauf folgenden September durch den ebenfalls von ihnen unterzeichneten Frieden von Baden ergänzt und in seine rechtskräftige Form überführt wurde.

## Späteres Leben und Tod
Villars erwarb bereits 1701 das südöstlich von Paris gelegene prunkvolle Schloss Vaux-le-Vicomte, an dem er sein Wappen anbringen ließ. Obwohl behauptet wurde, er sei des Schreibens nicht ausreichend mächtig, nahm die Académie française den bereits 1712 zum Gouverneur der Provence ernannten Villars am 23. Juni 1714 als Mitglied auf (Sitz Nr. 18 in der Nachfolge von Jean-François de Chamillart). Grund für diese Entscheidung war nicht zuletzt, dass Villars im Rastatter Frieden eine Abfassung des Vertragstextes in Französischer Sprache durchsetzen konnte:

« La place d'Academicien & les éloges qu’on y donne a M. le Marêchal de Villars, lui sont dûs à d'autant plus juste titre, que M. de Villars a fait triompher la Langue Françoise par le Traité de Rastat, qui a été rédigé en François. »

„Der Sitz in der Akademie und die Lobpreisungen, die Herrn Marschall de Villars zuteil wurden, gebühren ihm umso mehr, als Herr de Villars der französischen Sprache durch den Vertrag von Rastat, der in Französisch verfasst wurde, zum Triumph verhalf.“

Nach dem Tod Ludwigs XIV. wurde er durch dessen Testament in den Regentschaftsrat für Ludwig XV. berufen, konnte sich gegen den Regenten, den Herzog von Orléans, behaupten und wurde 1715 zum Präsidenten des Conseil de la Guerre sowie 1718 zum Staatsminister ernannt. Er nahm aber an den Verhandlungen wenig Anteil. Stattdessen begab er sich in sein Gouvernement und baute den unter dem Namen Kanal von Villars bekannten Rhone-Kanal. Nach Paris zurückgekehrt, erklärte er sich lebhaft gegen den Kardinal Guillaume Dubois und die Finanzpläne von John Law. Nach dem Tod des Herzogs von Orléans (2. Dezember 1723) gewann er großen Einfluss.
Bereits 80 Jahre alt, erhielt Villars 1733 beim Ausbruch des Polnischen Thronfolgekriegs den Oberbefehl in Italien, mit der seit Turenne nicht mehr erteilten Würde eines Maréchal général des camps et armées du roi. Villars traf am 11. November im Lager von Pizzighettone ein und nahm diesen Platz zwölf Tage nach Eröffnung der Laufgräben ein. Seine sinkenden Kräfte und seine Unzufriedenheit mit seinem Waffengefährten, dem Herzog von Savoyen, bewogen ihn, um seine Rückberufung anzusuchen. Er erkrankte auf der Reise nach Frankreich und starb am 17. Juni 1734 in Turin.
Seine Memoiren wurden vom Marquis de Vogüé für die Société de l’histoire de France herausgegeben (Paris 1884–1904). Sein Leben beschrieben Anquetil (Paris 1784, 4 Bände), Giraud (das. 1881) und Vogüé (das. 1888, 2 Bände).

## Familie
Villars’ Bruder Armand, comte de Villars machte sich im spanischen Erbfolgekrieg 1707 durch die Eroberung von Menorca bekannt. Er starb am 20. August 1712.
Villars’ Sohn Honoré-Armand de Villars, duc de Villars, prince de Martigues, geboren am 4. Dezember 1702, war Brigadier des armes du roi, Mitglied der Akademie und Gönner Voltaires. Er starb im Mai 1770 ohne männliche Nachkommen.

## Siehe auch

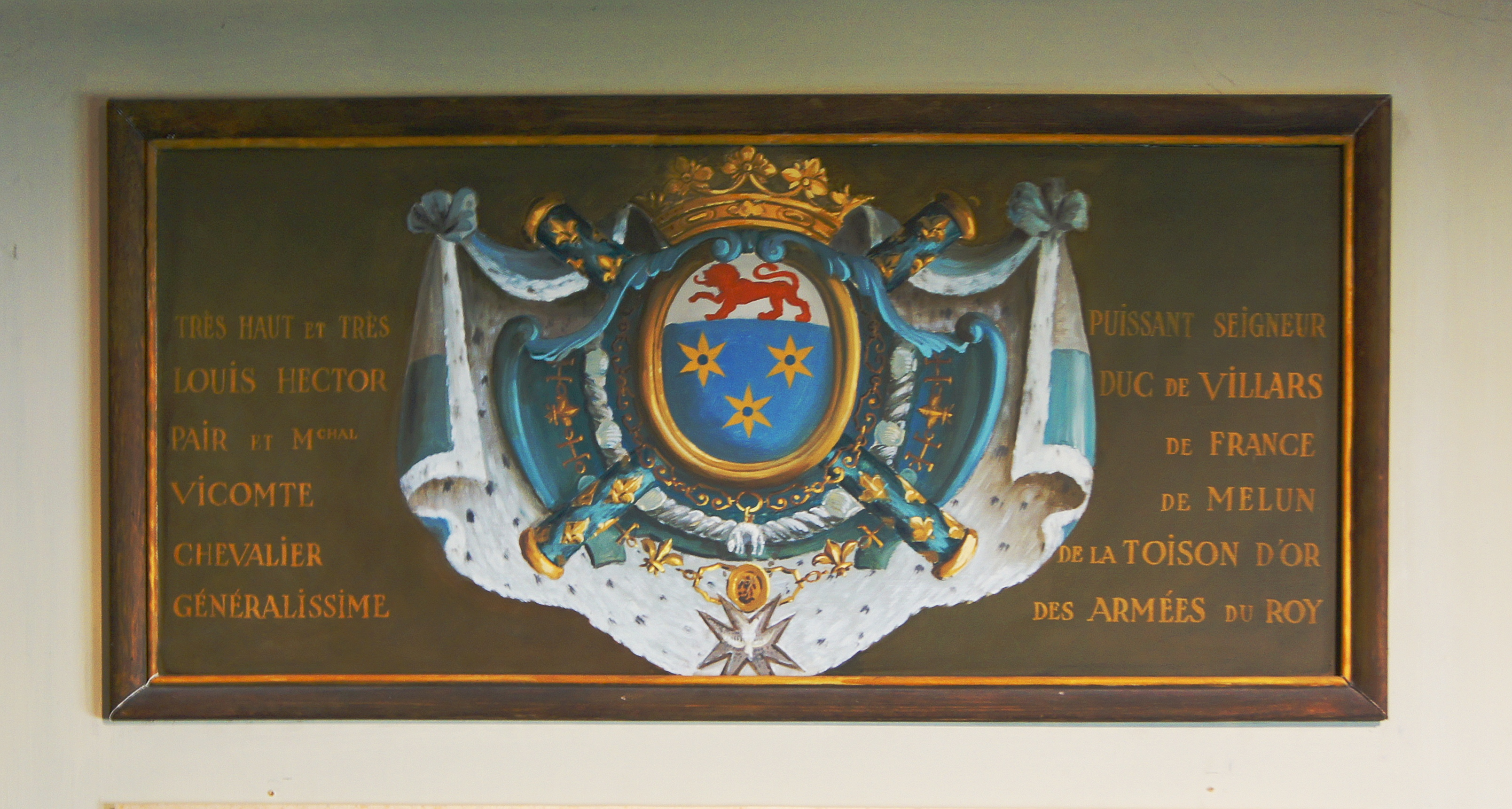
Wappen von Villars im Schloss Vaux-le-Vicomte